# Bablevelű varjúháj
A bablevelű varjúháj (Hylotelephium maximum) a kőtörőfű-virágúak (Saxifragales) rendjébe, ezen belül a varjúhájfélék (Crassulaceae) családjába és a fáskövirózsa-formák (Sempervivoideae) alcsaládjába tartozó faj.

## Előfordulása
A bablevelű varjúháj előfordulási területe a Pireneusoktól az egész Közép- és Észak-Európa hegyvidékein keresztül, Anatóliáig és a Dél-Kaukázusig tart.

## Alfaja
- Hylotelephium maximum subsp. ruprechtii (Jalas) Dostál

## Megjelenése
Általában 30-60, néha akár 80 centiméter magas növény. Levelei oválisak és 2-4 centiméter hosszúak. Sárgás-fehéres virágai 5 szirmúak, és 10 bibe van rajtuk. Szeptemberben virágzik.

## Képek

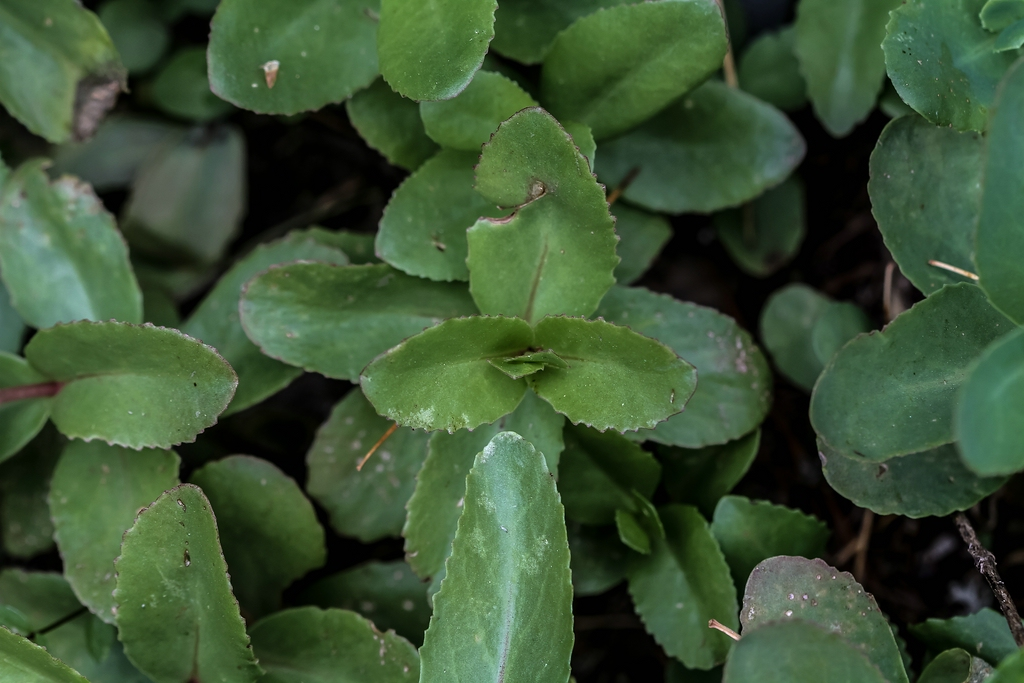
Levelei
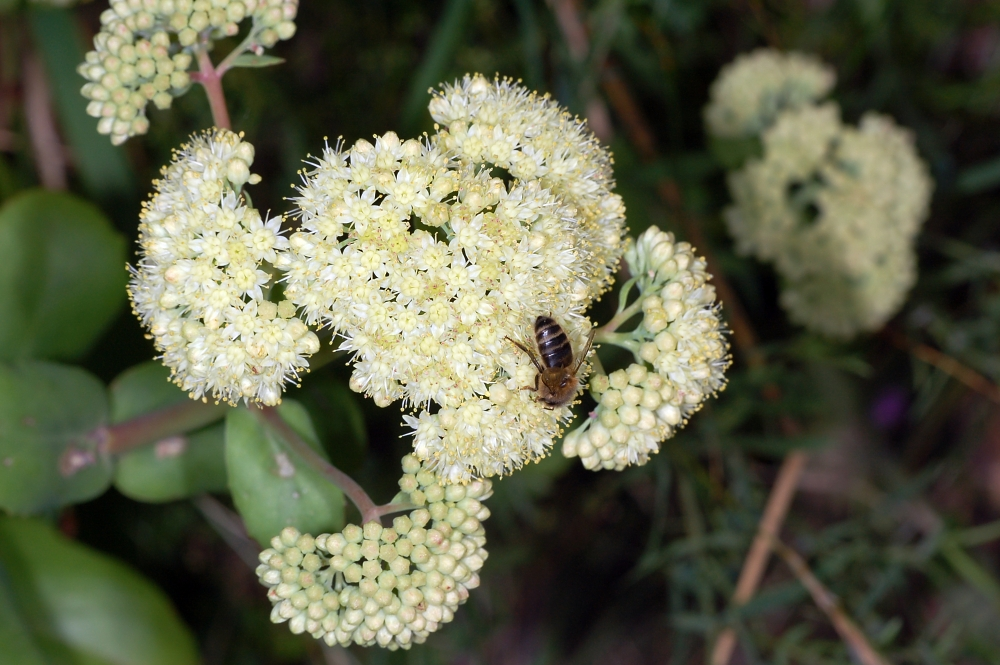
Virágzatai
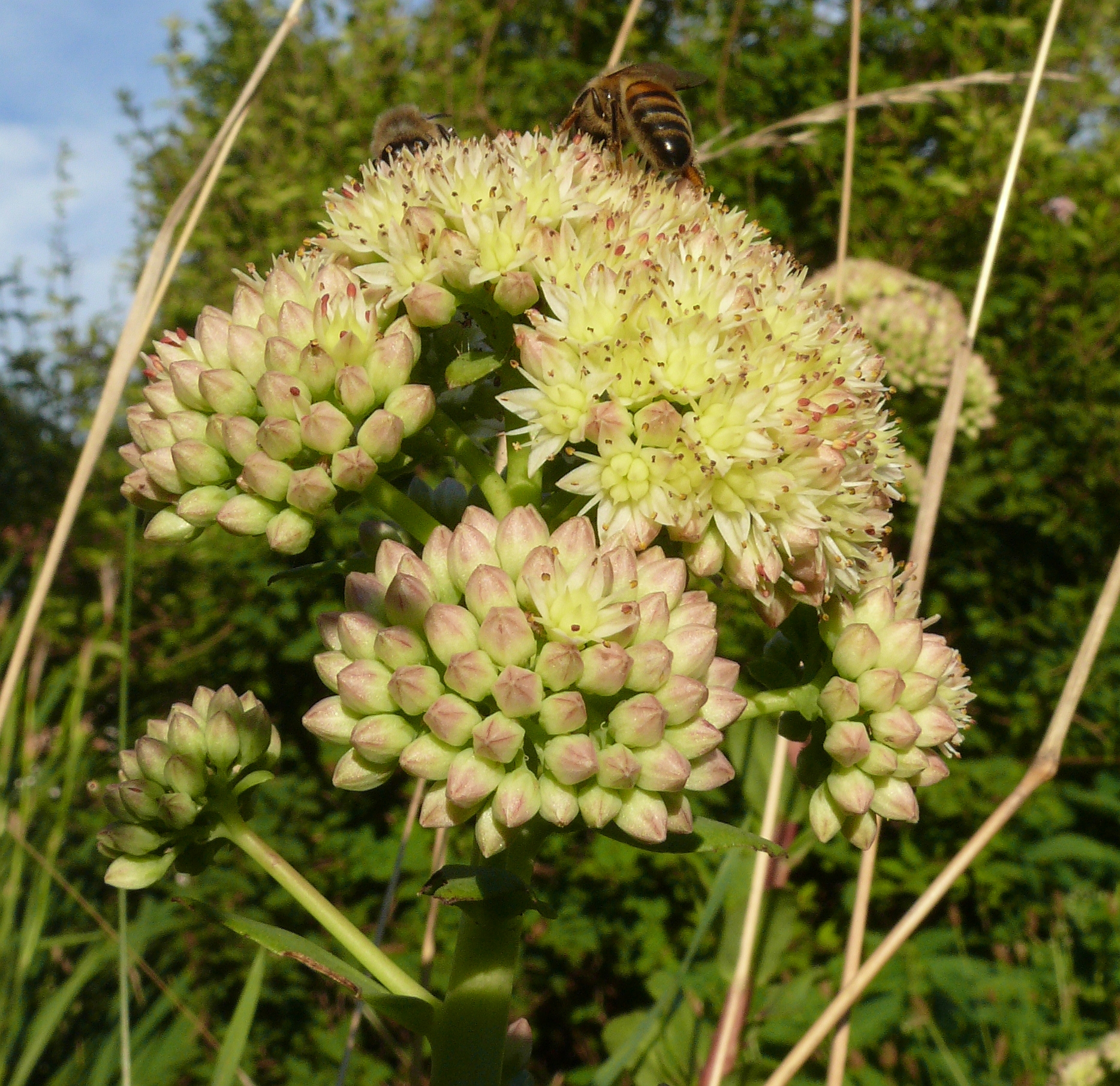
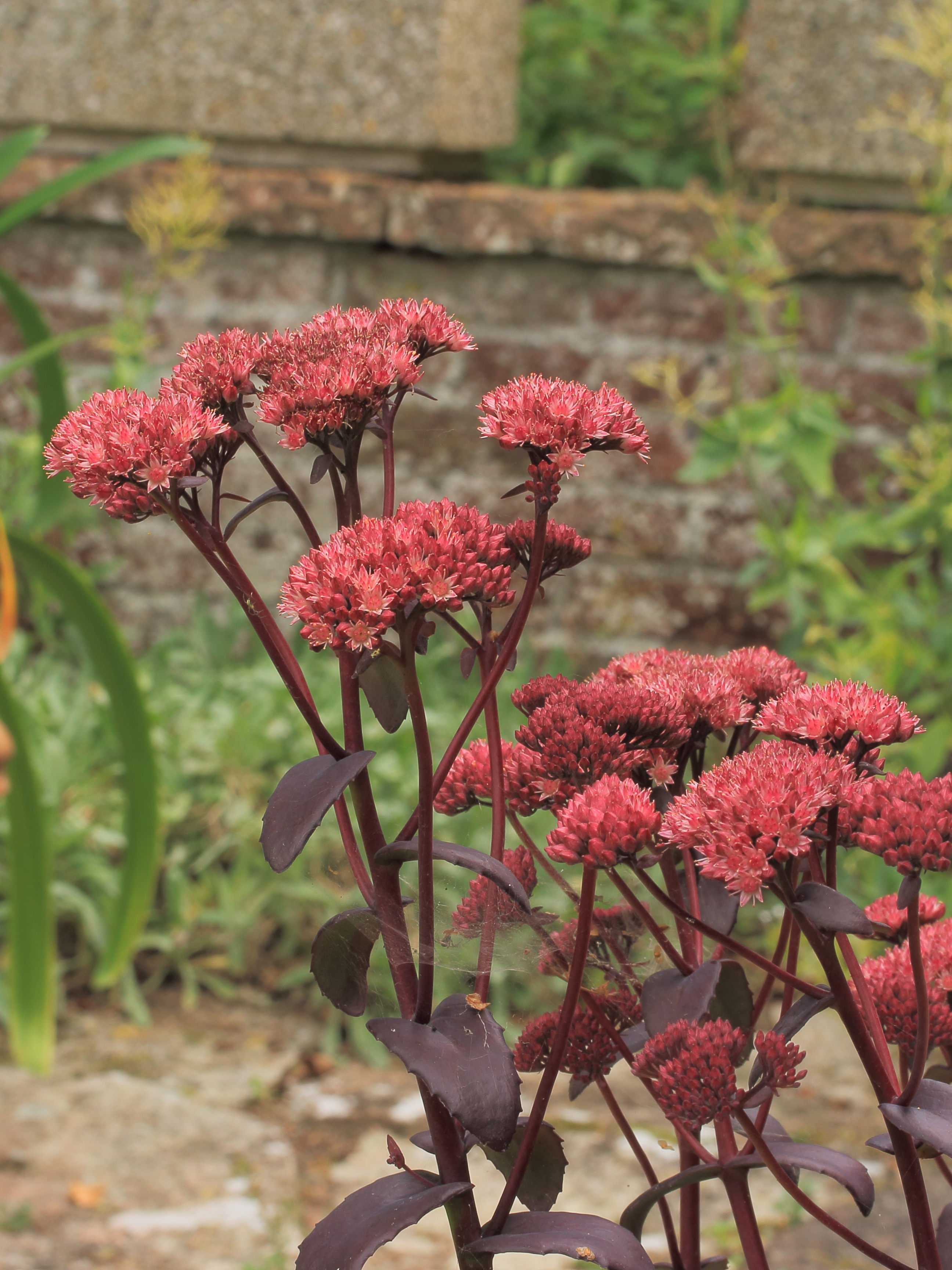
A kitenyésztett 'Drachenblut' változata